# When You’re In
«When You’re In» (с англ. — «Когда ты дома») — композиция группы «Pink Floyd» в альбоме 1972 года «Obscured by Clouds» — саундтрека к французскому фильму «Долина» («La Vallée»). Представлена на первой стороне LP вторым по счёту треком. Авторами этой короткой инструментальной композиции являются все члены группы. «When You’re In» во многом напоминает предыдущий трек в альбоме — «Obscured by Clouds», отличаясь от него только ярко выраженной записью ударных.
Композиция исполнялась на открытии концертных выступлений в 1972 и 1973 годах вместе с «Obscured by Clouds» как один номер. Также, как одно целое с «Obscured by Clouds», «When You’re In» была исполнена группой на постановках балета французского хореографа Ролана Пети (Roland Petit Ballet) в Марселе в ноябре 1972 года и в Париже в феврале 1973 года. Концертные версии отличались от альбомной версии плавным переходом от «Obscured by Clouds» к «When You’re In» и исполнением музыкантами группы в середине «When You’re In» джем-сейшна, который значительно растягивал длительность композиции, так, например, на концерте в Нью-Йорке («Radio City Music Hall») 17 марта 1973 года время исполнения «When You’re In» составило более 9 минут (9:19).
В фильм «Долина» композиция «When You’re In» не вошла.
В 1994 году группа Tiamat записала кавер-версию «When You’re In» в мини-альбоме Gaia.

## Участники записи
- Дэвид Гилмор — электрогитара;
- Роджер Уотерс — бас-гитара;
- Ричард Райт — орган Хаммонда, фортепиано;
- Ник Мейсон — ударные.